# 사이언티픽 아메리칸

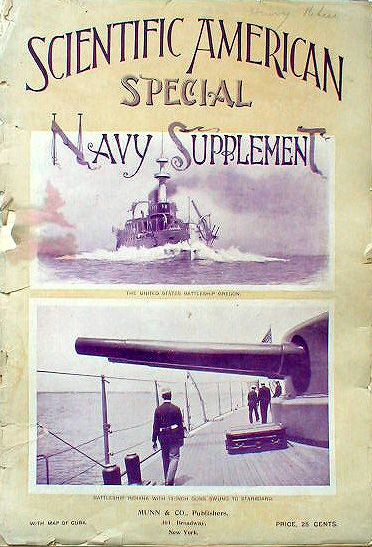

《사이언티픽 아메리칸》(Scientific American)은 영어로 발행되는 대중과학 잡지로, 역사가 매우 오래되고, 일반인이 이해할 수 있는 수준에서는 가장 전문적인 내용으로 유명하다. 루퍼스 포터(Rufus Porter)가 창간했고, 1845년 8월 28일이래 매달 발행되고 있다.
과학 잡지들 중에서도 매우 널리 읽히고 있으며, 최신의 연구결과를 신뢰할 만한 필자들 (연구자들 자신일 경우가 많다.)의 설명을 비전문가들에게 전해주는 역할을 하고 있다. 매우 신뢰가 높은 잡지이기는 하나, 네이처와 같이 이전에 심사(peer-reviewed)를 받고 나서야 실리는 시스템을 갖추고 있지는 않다. 이는 이 잡지가 최신의 과학적 발견을 넓은 범위의 대중들, 그리고 여타 분야에 종사하는 과학자들에게 알리는 일종의 포럼의 역할을 하기 때문이다.
《사이언티픽 아메리칸》지의 초기에는 미국 특허국에 심사 의뢰가 들어온 발명품에 대한 기사를 비중있게 다뤘다. 잡지는 넓은 영역의 발명품을 다루었으며, 그 중에는 영구기관, 에이브러햄 링컨이 고안한 배를 띄우는 장치, 오늘날 대부분의 자동차에서 볼 수 있는 자재커플링(universal joint) 등이 포함되었다.
따라서 1800년대에 발행된 이 잡지를 훑어보면 당시 산업혁명의 발달에 대한 힌트를 얻을 수 있다. 현재 발행되고 있는 이 잡지에는 〈역사속의 오늘〉이라는 제목의 섹션을 두어 50년, 100년, 150년 전에 본 잡지에 실렸던 현재의 시각으로 우습거나, 비과학적이거나, 또는 여전히 흥미로운 내용을 보여주고 있다.

## 번역판
여러 나라 언어로 번역되어 발행되고 있으며, 한국어 번역판은 《사이언스 올제》란 제호로 발행되었다. 번역판은 언어마다 다르지만, 보통 1개월에서 3개월 정도 전에 영문판에 실렸던 기사들이 번역되어 나온다.

## 같이 보기
- 디스커버 (잡지)